# Steel Mill
Steel Mill è stato uno dei primi gruppi musicali in cui ha militato il cantautore statunitense Bruce Springsteen e del quale fecero parte Vini Lopez, Danny Federici e Steve Van Zandt, futuri membri della E Street Band.
Originario dell'area conosciuta come Jersey Shore, il gruppo ebbe una certa popolarità a Asbury Park e nel New Jersey e negli immediati dintorni, soprattutto a Richmond in Virginia, pur non arrivando mai a incidere dischi a proprio nome. Nel corso della loro breve esistenza gli Steel Mill si esibirono come gruppo di apertura per nomi noti dell'epoca come i Chicago, Boz Scaggs, i Grand Funk Railroad, Roy Orbison, Ike & Tina Turner e i Black Sabbath.
A partire dal 2004 il batterista Vini Lopez ha guidato un gruppo denominato Steel Mill Retro con il quale si è esibito e ha registrato canzoni di Bruce Springsteen dell'epoca degli originali Steel Mill.

## Storia

### I primi gruppi
Il primo gruppo di cui fece parte Bruce Springsteen a Freehold, la città dove abitava, si chiamava The Rougues. Nel 1965, quindicenne, fu ammesso come chitarrista ritmico e dopo due settimane di prove suonò col gruppo a una festa da ballo destinata ai teenager della sua città. Subito dopo però la band si sciolse e Springsteen tornò a casa impegnandosi testardamente a migliorare la sua tecnica chitarristica.

### The Castiles

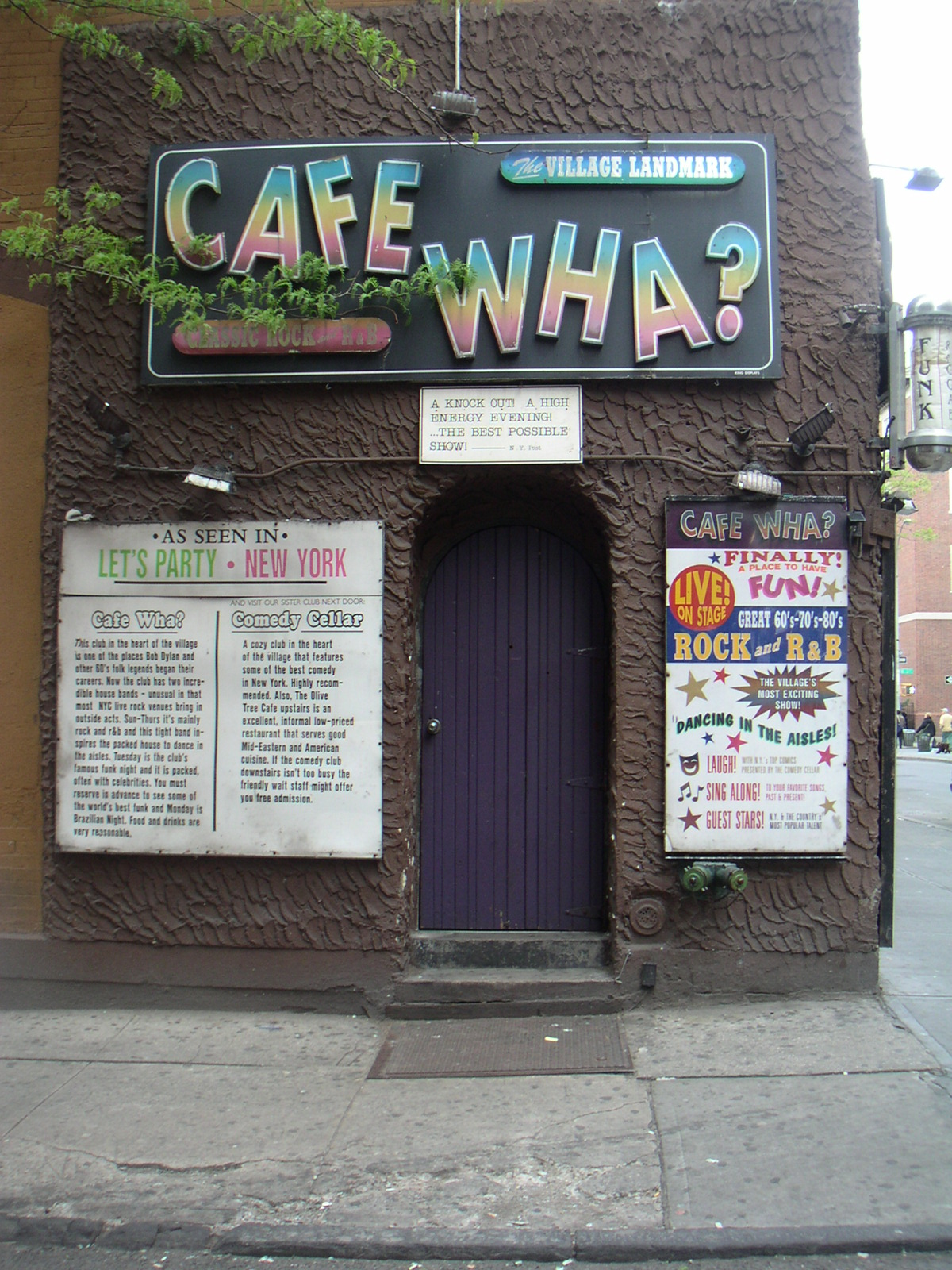
L'ingresso del Cafe Wha? nel Greenwich Village a New York dove i Castiles si esibirono nel gennaio del 1967.

Nello stesso periodo a Freehold nascevano i The Castiles, un gruppo capeggiato dal suo coetaneo e compagno di scuola George Theiss e il cui nome derivava dalla marca di uno schampoo allora di moda. Il gruppo, inizialmente un terzetto con due chitarre, Theiss e Paul Popkin, si trovava a provare a casa del batterista Bart Haynes. Nella casa vicino, al 39 di Center Street, abitava Gordon "Tex" Vinyard con la moglie Marion. La coppia era senza figli e in poco tempo permise ai ragazzi di provare nel suo salotto. Vinyard, trentaduenne, non era un musicista, me si propose come mentore e manager per il gruppetto di adolescenti. Theiss in quel periodo iniziò a uscire con Ginny Springsteen, sorella di Bruce e matricola alla scuola superiore. Poco dopo Bruce fece un provino per i Castiles che cercavano un chitarrista solista. Dopo un inizio incerto, nell'estate del 1965, fu ammesso nel gruppo e iniziò a fare amicizia con Theiss, cantante e chitarrista della band. Vinyard portò nel gruppo un nuovo membro, Frank Marziotti, ventottenne gestore di un distributore di benzina e che per arrotondare faceva il bassista in un gruppo country. Il repertorio dei Castiles era quello tipico dei gruppi di adolescenti dell'epoca, amanti del nuovo rock che iniziava ad arrivare dall'Inghilterra. Per differenziarsi dagli altri i Castiles decisero di escludere i Beatles, salvo Twist and Shout, e puntarono su musica più dura: Rolling Stones, Who, Kinks. Vinyard impose però ai ragazzi di imparare anche brani di Glenn Miller e Henry Mancini in grado di soddisfare i gusti di un pubblico più ampio.
Mentre il gruppo provava nel salotto dei Vinyard, con Marion che aveva di fatto adottato i ragazzi arrivando a sfamarli, Tex, che si occupava del vestiario, dei trasporti e dell'organizzazione, riuscì a trovare qualche ingaggio nelle feste studentesche. L'attività, che iniziava a portare qualche soldo nelle tasche dei ragazzi, si intensificò nel 1966 e i Castiles cominciarono anche a partecipare alle competizioni tra band. Fu durante una di queste che Springsteen incontrò Steven Van Zandt, un giovane chitarrista appena più giovane di lui che diventerà il suo miglior amico e principale collaboratore.
Marziotti lasciò il gruppo perché non si sentiva a suo agio vista la grande differenza di età con gli altri e il suo posto fu preso da Curt Fluhr. Bart Haynes finì la scuola e si arruolò nei Marines. Alla batteria entrò così Vinny Maniello appena in tempo per partecipare all'incisione di due canzoni, That's What You Get e Baby I (entrambi a firma Springsteen-Theiss), per un 45 giri che non fu mai pubblicato.
Nel 1967 Bart Haynes fu ucciso in combattimento in Vietnam. Questo episodio segnò la vita del giovane Springsteen e di qui nacque il suo interesse per la vita dei reduci, ai quali dedicherà in futuro molto impegno sia artistico che economico. Nel gennaio dello stesso anno i Castiles tentarono il grande salto a New York. Grazie a Vinyard furono ingaggiati per tenere una serie di spettacoli (in tutto 29) al Cafe Wha? nel Greenwich Village, lo stesso locale in cui aveva esordito Jimi Hendrix e in cui aveva suonato agli inizi della sua carriera Bob Dylan. Ormai i Castiles erano cresciuti, soprattutto grazie ai progressi di Springsteen e di Theiss, e avevano abbandonato gran parte del loro repertorio iniziale e per virare decisamente verso la psichedelia.
I Castiles si sciolsero nell'estate del 1968 nonostante avessero raggiunto una certa notorietà nel New Jersey. Ormai quasi adulti Springsteen, Theiss e soci erano cresciuti molto nei due anni passati insieme. Finita la scuola aveva iniziato a intraprendere strade diverse. Springsteen, ad esempio, si era iscritto all'università. Inoltre il rapporto tra i due leader si stava incrinando. A segnare la fine del gruppo fu soprattutto l'episodio che vide protagonisti Vinny Maniello, Paul Popkin e Curt Fluhr, coinvolti in un'operazione della polizia cittadina che aveva iniziato a perquisire le case dove abitavano coloro che erano sospettati di fare uso di LSD e altre droghe.

### Earth

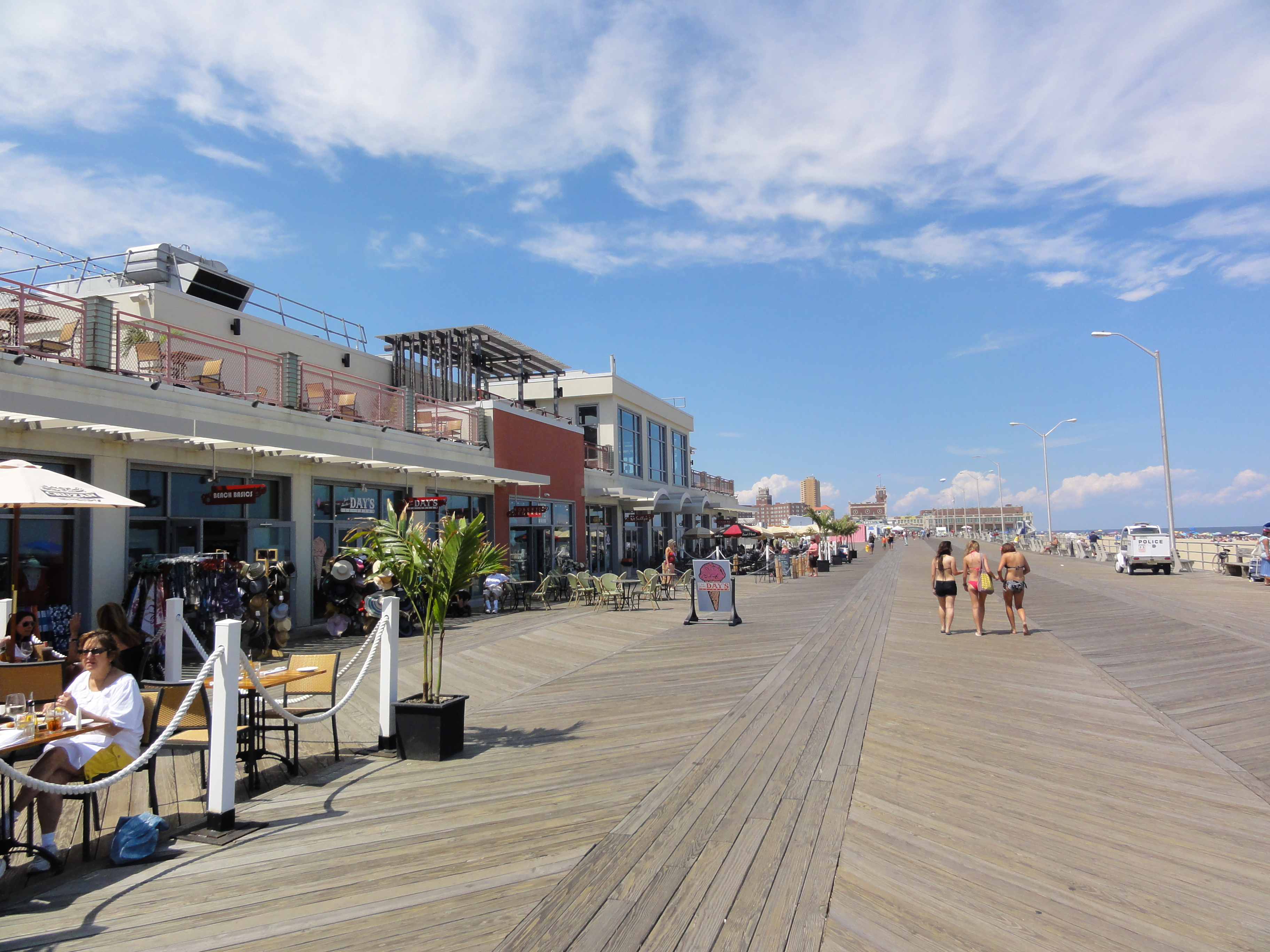
Il lungomare di Asbury Park.

Springsteen si iscrisse all'università nel 1967 all'Ocean County Community College e vi rimase un paio d'anni. Dopo lo scioglimento dei Castiles formò gli Earth (inizialmente Earth Band) con il bassista John Graham e il batterista Mike Burke, due ragazzi appena più giovani di lui conosciuti al campus. Si trattava di un power trio sul modello dei Cream e degli Experience di Jimi Hendrix di cui Springsteen era il chitarrista e cantante e che si esibiva prevalentemente nel circuito universitario con discreto successo. Il gruppo, a cui si aggregò per un periodo l'organista Bob Alfano che era stato nei Castiles nell'ultimo periodo, aveva un repertorio basato su quello dei più celebri modelli, oltreché su quello dei Traffic, degli Yardbirds, dei Doors, di Tim Buckley e degli Steppenwolf. Springsteen suonava senza sbavature parti chitarristiche di Eric Clapton e Jeff Beck.

### I Child
All'inizio del 1969 Springsteen iniziò a frequentare Asbury Park, località di villeggiatura del Jersey Shore che offriva molte opportunità ai musicisti con i suoi club e i locali sparsi lungo tutta la costa. Uno tra i locali più influenti era l'Upstage Club, grazie alla passione musicale del suo proprietario Tom Potter e della moglie Margaret. Dopo la chiusura l'Upstage rimaneva a disposizione dei musicisti per improvvisazioni e jam session che potevano durare tutta la notte. Springsteen si fece immediatamente un nome e fu notato da due frequentatori abituali del locale, il batterista Vini Lopez, che aveva già visto il chitarrista all'opera con gli Earth e ne era rimasto impressionato, e l'organista Danny Federici. I due lo invitarono a formare un gruppo che prese il nome di Child.
Lopez e gli altri coinvolsero Carl "Tinker" West, un costruttore di tavole da surf, come loro manager. Il gruppo si insediò nella fabbrica di West che chiese loro di occuparsi solo della musica e di non preoccupersi di nient'altro. Come bassista fu aggregato Vinnie Roslin, frequentatore abituale dell'Upstage e in passato membro di una delle band che avevano preceduto i Castiles a Freehold insieme a George Thiess.
Grazie alla guida di West, i Child ebbero parecchi ingaggi nel 1969 e si fecero un nome nel New Jersey. Quando la famiglia Springsteen si trasferì in California, a Bruce rimanevano un paio di mesi di affitto pagato. Il gruppo andò ad abitare così nella casa in South Street a Freehold. Una volta sfrattati, furono costretti a stabilirsi in un capannone della fabbrica di West. Passavano così la gran parte del loro tempo a provare anche se ogni tanto le loro braccia erano richieste per dare un aiuto nella fabbricazione delle tavole da surf. Poiché il nome Child era stato adottato da un gruppo di New York che aveva appena pubblicato un album, il gruppo decise di cambiare nome in Steel Mill ("acciaieria").

### Gli Steel Mill

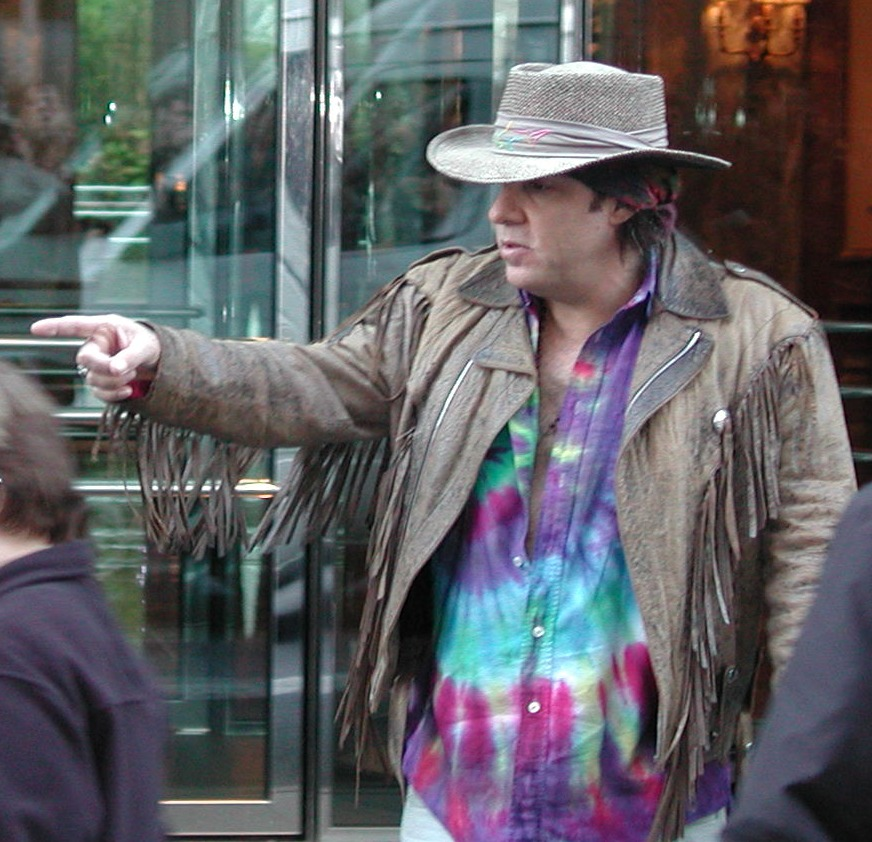
Steven Van Zandt, che fece parte degli Steel Mill e della Bruce Springsteen Band, nel 2002.

La popolarità degli Steel Mill, soprattutto nel circuito dei campus universitari, aumentò del New Jersey e nei dintorni fino alla Virginia, al punto che Richmond, la capitale dello stato, divenne per loro una seconda casa. Nell'inverno del 1970 suonarono anche in California, nella zona della Bay Area, dove ottennero anche un'entusiastica recensione sul San Francisco Examiner dopo un'esibizione al Matrix di Berkeley, un locale hippie di proprietà di Marty Balin cantante dei Jefferson Airplane. A San Francisco fecero anche un provino al Fillmore e registrarono alcune demo per Bill Graham che offrì loro anche un contratto discografico. Springsteen e i suoi rifiutarono, pare per l'esigua offerta economica, e tornarono sulla Costa Est.
Roslyn fu sostituito al basso da Steven Van Zandt e gli Steel Mill, che nel frattempo avevano aggiunto all'organico Robbin Thompson, il cantante della band che di solito apriva i loro concerti, i Mercy Flight, continuarono ad esibirsi e ad avere un discreto successo fino all'inizio del 1971 quando Springsteen sciolse il gruppo. Determinante per la fine degli Steel Mill fu l'episodio che li vide coinvolti durante un concerto a Middletown l'11 settembre 1970 quando la polizia locale in tenuta antisommossa intervenne sul pubblico alla ricerca di stupefacenti e sul palco per fermare l'esibizione che era andata oltre l'orario stabilito. Nel parapiglia rimase coinvolto Dan Federici che fuggì per evitare l'arresto. Con Vinnie Lopez già in prigione per possesso di droga (il concerto era stato organizzato per raccogliere fondi per la sua difesa) l'entusiasmo di Springsteen per il gruppo iniziò a diminuire al punto che in autunno cominciò a esibirsi da solo nei locali dello shore.
Dopo lo scioglimento degli Steel Mill, Springsteen formò nell'estate del 1971 la sua Bruce Springsteen Band, primo abbozzo della E Street Band, insieme ad alcuni reduci del precedente gruppo, tra i quali Lopez, Federici e Van Zandt.

### Steel Mill Retro
Nel 2004 Vini Lopez ha formato gli Steel Mill Retro, un gruppo con un repertorio basato su quello dei Child, degli Steel Mill e della successiva Bruce Springsteen Band di cui era stato il batterista.
 Con tale gruppo ha inciso due album composti quasi esclusivamente da canzoni di Springsteen e risalenti all'epoca dei suoi primi gruppi, quasi tutte conosciute ai fan del cantautore solo attraverso le registrazioni dal vivo reperibili in rari bootleg e poi mai più suonate o registrate.

## Discografia
- 2007 – Steel Mill, The Dead Sea Chronicles, CD, Mega International Records, pubblicato per il solo download digitale nel 2005
- 2009 – Steel Mill, All Man the Guns for America, CD, Mega International Records